# Jämjö

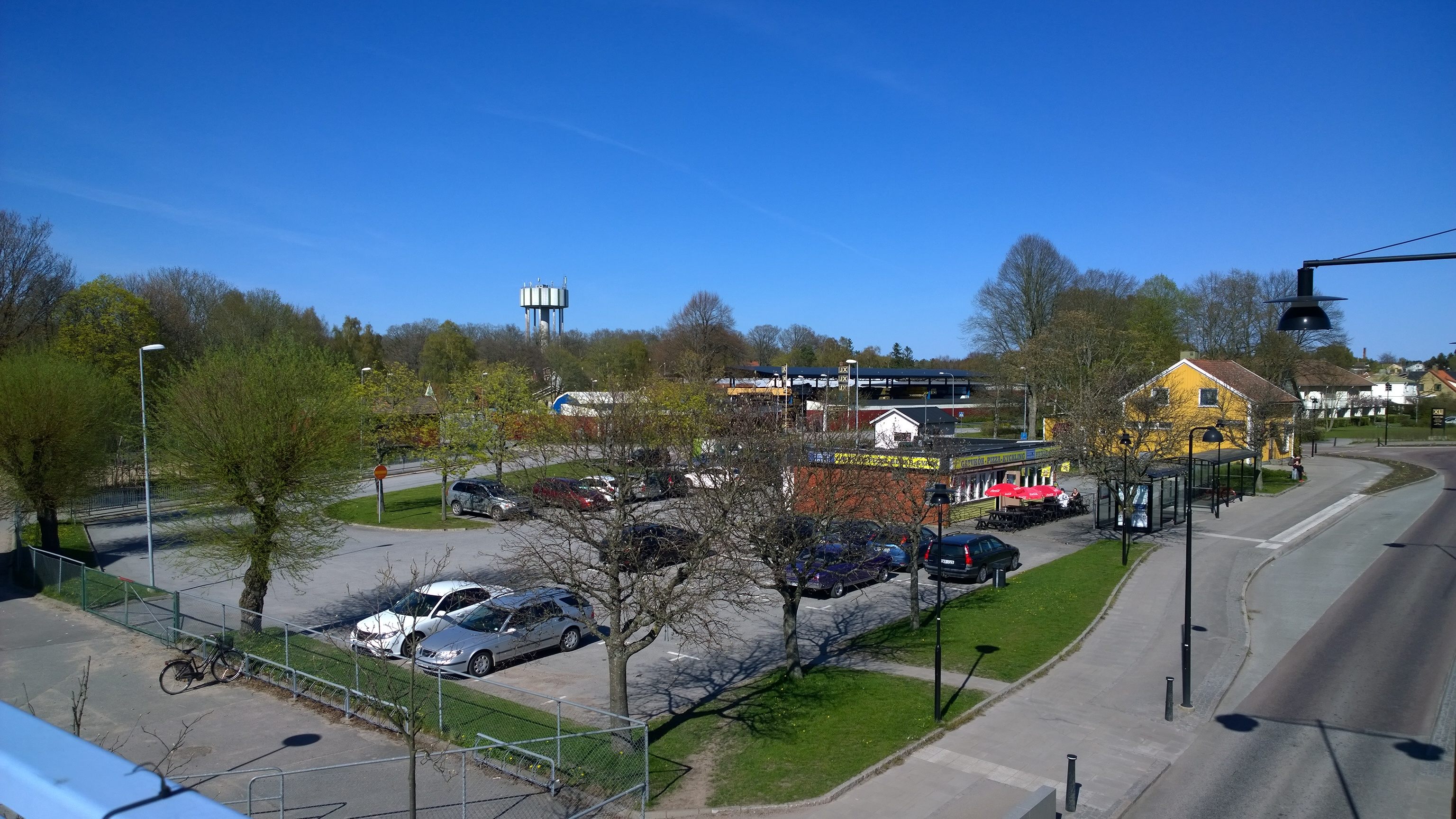
Centre de Jämjö.

Jämjö est une localité de Suède de la commune de Karlskrona, dans le comté de Blekinge.
En 2010, Jämjö compte 2 578 habitants.